# Sarah Iles Johnston

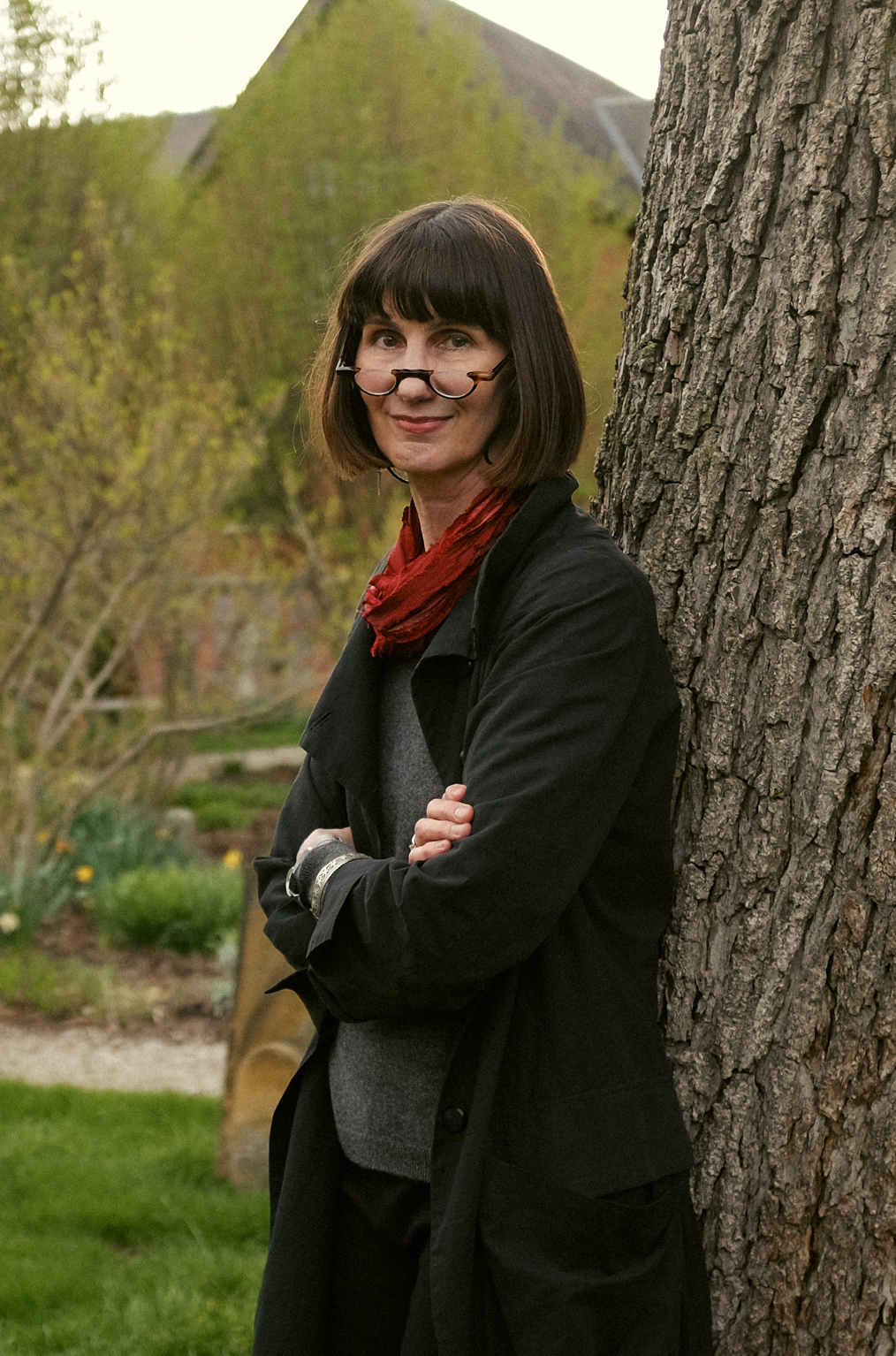
Sarah Iles Johnston (2021)

Sarah Iles Johnston (geboren am 25. Oktober 1957) ist eine US-amerikanische Klassische Philologin.

## Akademische Laufbahn
Johnston studierte an der University of Kansas, wo sie 1979 einen Bachelor of Science in Journalismus und 1980 einen Bachelor of Arts in Klassischer Philologie erwarb. Anschließend studierte sie an der Cornell University, wo sie auch als Lehrassistentin tätig war und 1983 ihren M.A. in Klassischer Philologie erwarb und 1987 mit einer Arbeit über antike griechische Mythen und Religionen promovierte.
Von 1987 bis 1988 war Johnston Dozentin für Klassische Philologie an der Princeton University. Seither arbeitet sie an der Ohio State University in Columbus (Ohio), von 1988 bis 1995 als Assistenzprofessorin für Klassische Philologie, bis 2000 dann als außerordentliche Professorin für Griechisch und Latein und seither als ordentliche Professorin für Griechisch und Latein. 2011 wurde sie als Arts and Humanities Distinguished Professor of Religion und 2017 als College of Arts and Sciences Distinguished Professor of Religion gewürdigt. Sie ist Professorin am Institut für Klassische Philologie der Ohio State University. Zudem war sie von der Gründung 2006 bis 2010 Direktorin des Center for the Study of Religion.
Verheiratet ist sie mit dem Klassischen Philologen Fritz Graf. Sie lebt in der Umgebung von Columbus, Ohio.

## Werk
Sie ist vor allem für ihre Forschungen über antike griechische Mythologie und Religion bekannt. Von ihr behandelte Themen sind:
- antike Mythologie und deren Rolle dabei, den Glauben an die Götter zu begründen und aufrechtzuerhalten,
- antike Vorstellungen darüber, was mit der Seele nach dem Tod geschieht und wie die Toten mit den Lebenden interagieren konnten und
- antike Magie und Wahrsagerei.

Vor allem in ihren späteren Arbeiten zieht sie Vergleiche zwischen antiken griechischen Vorstellungen und Praktiken und denen anderer Kulturen, sowohl mediterraner als auch nicht-mediterraner. Sie befasste sich auch mit Geistergeschichten ab den 1830er Jahren bis heute und untersuchte, wodurch sie Furcht erzeugen und wie dies mit religiösem Glauben zusammenhängt.

## Schriften (Auswahl)
- Hekate Soteira. A Study of Hekate’s Roles in the Chaldean Oracles and Related Literature (= American Classial Studies Bd. 21). Scholars’ Press, 1990.
- Restless Dead. Encounters Between the Living and the Dead in Ancient Greece. University of California Press, 1999.
- mit Fritz Graf: Ritual Texts for the Afterlife. Orpheus and the Bacchic Gold Tablets. Routledge, 2007.
- Ancient Greek Divination. Wiley-Blackwell, 2008.
- The Story of Myth. Harvard University Press, Cambridge, Mass. 2018, ISBN 978-0-674-18507-4.
- Gods and Mortals. Ancient Greek Myths for Modern Readers. Princeton University Press, Princeton 2022; deutsche Übersetzung von Heike Schlatterer: Von Göttern und Menschen. Die griechischen Mythen neu erzählt. C.H.Beck, München 2025, ISBN 978-3-406-82709-9.

als Herausgeberin:
- mit James J. Clauss: Medea. Essays on Medea in Myth, Literature, Philosophy and Art. Princeton University Press, Princeton 1997.
- Religions of the Ancient World. A Guide. Harvard University Press, Cambridge, Mass. 2004.
- mit Peter T. Struck: Mantikê. Studies in Ancient Divination (= Religions in the Greco-Roman World Bd. 155). Brill, Leiden 2005.
- Ancient Religions. Harvard University Press, Cambridge, Mass. 2007.
- Narrating Religion. MacMillan, 2017.